# Udanoceratops
 Udanoceratops  ist eine Gattung der Vogelbeckensaurier (Ornithischia) aus der Gruppe der Ceratopsia, möglicherweise aus der Familie der Protoceratopsidae.

## Merkmale

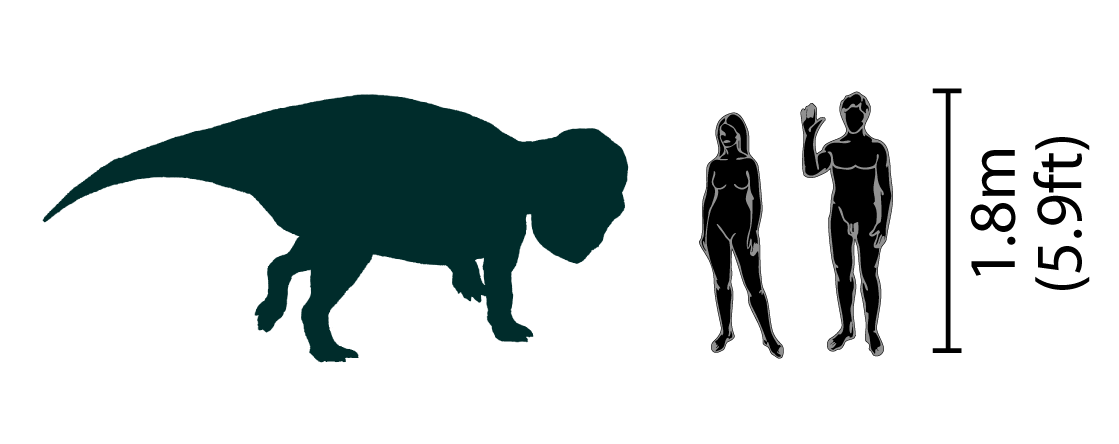
Größenvergleich

Von Udanoceratops sind Teile des Schädels und der Gliedmaßen bekannt. Es war ein relativ großer Dinosaurier, der eine geschätzte Länge von 3 bis 4 Metern erreichte. Sein Schädel wies wie alle Ceratopsia die schmale, zugespitzte Schnauze auf, die aus Rostralknochen und Praedentale gebildet wurde. Am Nasenbein war im Gegensatz zu anderen Protoceratopsidae kein knöcherner Höcker vorhanden und das Nackenschild war nur sehr schwach ausgeprägt. Die Zähne waren wie bei allen Ceratopsia auf eine pflanzliche Ernährung ausgerichtet.

## Entdeckung und Benennung
Die fossilen Überreste von Udanoceratops wurden in der Djadokhta-Formation in der mongolischen Provinz Ömnö-Gobi-Aimag entdeckt und 1992 erstbeschrieben. Der Gattungsname leitet sich ab vom Fundort Udan-Sayr und dem griechischen keratops (=„Horngesicht“), einem häufigen Namensbestandteil der Ceratopsia. Die Funde werden in die Oberkreide (Santonium oder frühes Campanium) auf ein Alter von rund 86 bis 80 Millionen Jahre datiert.

## Systematik
Die systematische Einordnung von Udanoceratops ist umstritten, da er Merkmale verschiedener Taxa in sich vereint. Die elliptischen Nasenlöcher und der Bau des Rostral- und des Oberkieferknochens sprechen für eine Zugehörigkeit zu den Protoceratopsidae, der Bau des Unterkiefers und der Zähne hingegen für die Leptoceratopsidae. Wenn er zweitgenannter Gruppe zugeordnet wird, wäre er (neben dem ebenfalls umstrittenen Bainoceratops) der einzige asiatische Vertreter dieser ansonsten nur aus Nordamerika bekannten Dinosauriergruppe. You & Dodson (2004) sprechen sich hingegen für eine nahe Verwandtschaft zu den Protoceratopsidae aus, sehen aber die Funde als zu unkomplett für eine genauere Analyse.